# Charaxes harmodius
Charaxes harmodius är en fjärilsart som beskrevs av Felder 1866. Charaxes harmodius ingår i släktet Charaxes och familjen praktfjärilar. Inga underarter finns listade i Catalogue of Life.